# Brevet d'État français d'animateur technicien de l'éducation populaire et de la jeunesse
Le Brevet d'État d'Animateur Technicien de l'Éducation Populaire et de la jeunesse (BEATEP), était un diplôme d'état créé en 1986, il concerne particulièrement les animateurs socioculturels désirant se professionnaliser et approfondir leurs connaissances pédagogiques et techniques. Ce diplôme a été remplacé par le BP JEPS spécialité animateur.

## Présentation
Il permettait d'obtenir la qualification  d'animateur dans l’une des trois spécialités suivantes : activités techniques, activités culturelles et d’expression, activités sociales et vie locale.
Le titulaire du BEATEP est un animateur professionnel avec un profil de coordinateur. Il est responsable d'activités dont il maîtrise la technicité, chargé non seulement d'animation directe auprès d'un public, mais aussi de la conception et de la mise en œuvre de projets d'animation.
La préparation à ce diplôme était assurée par des organismes publics ou privés, et les formations, agréées par les directions régionales de la Cohésion Sociale et de la Protection des Populations.
Ce diplôme d'État a été remplacé par le Brevet professionnel de la jeunesse, de l'éducation populaire et du sport (BPJEPS) (Loisirs tous publics, animation culturelle, animation sociale, EEDD, technique de l'information et de la communication).
L'information sur ce diplôme est fournie par les directions régionales de la jeunesse, des sports et de la cohésion sociale et de la protection des populations.